# Leptochiton kerguelensis
Leptochiton kerguelensis är en blötdjursart som beskrevs av Alfred Cort Haddon 1886. Leptochiton kerguelensis ingår i släktet Leptochiton och familjen Leptochitonidae. Inga underarter finns listade i Catalogue of Life.